# Jaromir Weinberger

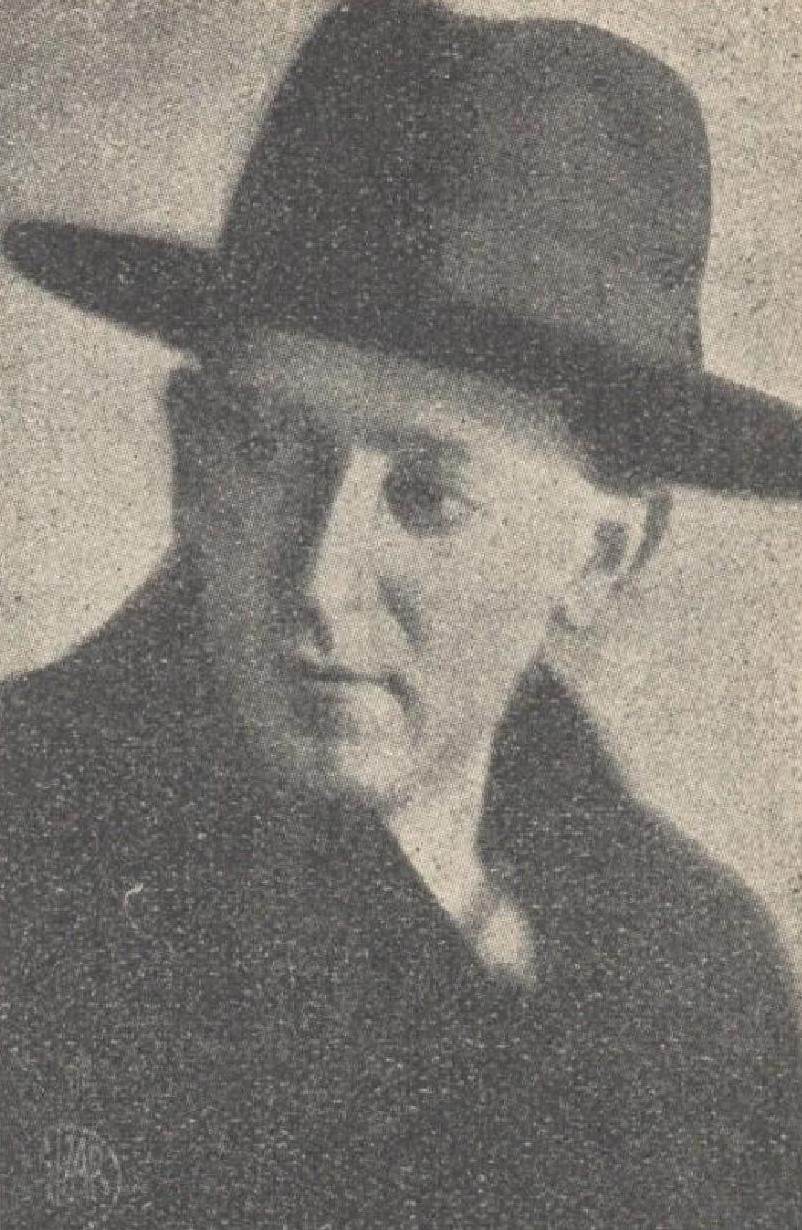
Jaromir Weinberger in 1933

Jaromír Weinberger, (Královské Vinohrady, nu: Praag 8 januari 1896 – Saint Petersburg (Florida), 8 augustus 1967), was een Tsjechisch (Boheems) componist. Vanaf 1948 was hij Amerikaans staatsburger.

## Levensloop
Weinberger studeerde eerst aan het Státní konservatoř hudby te Praag en later aan de Felix Mendelssohnschool voor muziek en theater in Leipzig bij Max Reger. In 1922 ging hij naar de Verenigde Staten, maar keerde in 1923 weer terug naar zijn vaderland. In 1937 echter ging hij wederom naar de VS en vestigde zich daar voorgoed. Hij schreef een aantal opera's, operettes en koor- en orkestwerken, orgel- en pianomuziek. Met de volksopera Švanda dudák (Schwanda, de doedelzakspeler) uit 1927, werd zijn naam over de hele wereld bekend. De opera werd vertaald in 17 andere talen.

## Composities o.a.

### Werken voor orkest
- 1932 Outcasts of poker flat
- 1939 Under the Spreading Chestnut Tree
- 1940 A Bird's Opera
- 1941 Lincoln Symphony
- 1941 Czech Rhapsody

### Werken voor harmonieorkest
- 1927 Polka and Fugue from the opera "Švanda dudák (Schwanda, de doedelzakspeler)"
- 1939 Bible Poems

### Muziektheater

#### Opera's
| Voltooid in | titel                                       | aktes  | première                                                                 | libretto                                                      |
| ----------- | ------------------------------------------- | ------ | ------------------------------------------------------------------------ | ------------------------------------------------------------- |
| 1926        | Schilda/Kocourkov                           |        | niet uitgevoerd                                                          | František Smažik, Duitse vertaling en bewerking van Max Brod  |
| 1927        | Švanda Dudák (Schwanda, de doedelzakspeler) | 1 akte | 27 april 1927, Praag, Staatsopera Praag (Tsjechisch: Státní opera Praha) | Miloš Kareš naar Josef Kajetán Tyl                            |
| 1931        | Milovaný hlas (Die geliebte Stimme)         |        | 1931, München                                                            | van de componist naar de roman van Robert Michel              |
| 1932        | Lidé z Pokerflatu                           |        | 1932, Brno                                                               | Miloš Kareš, naar "The Outcasts of Poker Flat" van Bret Harte |
| 1937        | Valdštejn (Wallenstein)                     |        | 1937, Wenen; Tsjechische première: 1938, Olomouc                         | Miloš Kareš naar Friedrich von Schiller                       |

#### Operettes
| Voltooid in | titel                                                                                             | aktes | première      | libretto                    |
| ----------- | ------------------------------------------------------------------------------------------------- | ----- | ------------- | --------------------------- |
| 1933        | Jarní bouře (Frühlingsstürme)                                                                     |       | 1933, Berlijn | Gustav Beer                 |
| 1933        | Na růžích ustláno (instrumenteert door: Vilém Tauský; nieuw geïnstrumenteert door: Antonín Kincl) |       | 1933, Brno    | Bohumír Polách, Jiří Žalman |
| 1934        | Apropó, co dělá Andula? (instrumenteert door: Vilém Tauský)                                       |       | 1934, Brno    | Bohumír Polách, Jiří Žalman |
| 1936        | Císař pán na třešních                                                                             |       | 1936, Brno    | Bohumír Polách, Jiří Žalman |

#### Balletten
| Voltooid in | titel                                       | aktes  | première                                                 | libretto         | choreografie |
| ----------- | ------------------------------------------- | ------ | -------------------------------------------------------- | ---------------- | ------------ |
| 1915        | Únos Evelynion (Die Entführung der Evelyne) | 1 akte | 1915, Praag, Theater in de Koninklijke wijnbergen        | František Langer |              |
| 1941        | Saratoga                                    |        | 1941, Cincinnati, door het "Ballet Russe de Monte Carlo" | van de componist |              |

### Cantates
- 1947 Ecclesiastes, cantate

### Werken voor piano
- Preludium a fuga